# Adolfo Consolini
Adolfo Consolini (5. ledna 1917, Costermano, Benátsko, Provincie Verona – 20. prosince 1969, Milán) byl italský atlet, olympijský vítěz a trojnásobný mistr Evropy v hodu diskem.

## Sportovní kariéra
V mezinárodních soutěžích debutoval už před druhou světovou válkou, na evropském šampionátu v roce 1938 obsadil v soutěži diskařů páté místo. V roce 1941 vytvořil světový rekord v této disciplíně výkonem 53,34 m, ten v roce 1946 vylepšil na 54,23 m. Zvítězil na mistrovství Evropy v Oslo v roce 1946, o dva roky později také na olympiádě v Londýně. V sezóně 1948 vytvořil nový světový rekord 55,33 m. Titul evropského šampiona v hodu diskem obhájil v Bruselu v roce 1950. Na olympiádě v Helsinkách v roce 1952 skončil v diskařském finále druhý. Třetí titul mistra Evropy v hodu diskem získal v roce 1954. To byla jeho poslední medaile z mezinárodních soutěží – na olympiádě v roce 1956 i evropském šampionátu v roce 1958 skončil šestý. Jeho osobní rekord 56,98 m pochází z roku 1955.
V roce 1955 získal zlatou medaili na druhém ročníku Středomořských her v Barceloně. V roce 1960 pronesl jménem sportovců olympijský slib na letní olympiádě v Římě.